# Killer (2016)
Killer ist ein preisausgezeichneter, US-amerikanischer Kurzfilm von Matt Kazman. Der Film erzählt Coming-of-Age-Themen, allen voran die erste Masturbation, auf absurde bis humoristische Weise in Form einer Schwarzen Komödie.

## Inhalt
Dusty ist ein sehr stiller, eher unsicherer Junge im frühen Teenageralter, der von einem kräftigen Schulrowdy verprügelt wird. Als Dustys Freunde sich eines Tages über das Thema Masturbation unterhalten, wirft Schulfreund Joe ein, seine Mutter habe erklärt, dass jedes Mal, wenn einer Hand an sich lege, ein anderer sterben müsse. Die Jungs sind sich uneinig, ob das die Wahrheit ist.
Als Dusty später im Badezimmer die unbehaarten Stellen an seinem sich entwickelnden Körper mit einem Deostick (für Damen) einreibt, wird er dabei von seiner Mutter erwischt. Eine Aussprache der unangenehmen Situation bleibt aus. Während die Mutter sich vor einem Aerobic-Video im Wohnzimmer auspowert, nutzt Dusty die Gelegenheit und onaniert zum ersten Mal nach den Regeln seiner Freunde. Schließlich vernimmt er einen dumpfen Aufprall und entdeckt den leblosen Körper seiner Mutter auf dem Wohnzimmerboden. Nach dem Tod der Mutter haben seine Mitmenschen Schwierigkeiten, richtig auf ihn einzugehen. Sein Schuldirektor ernennt ihn zum Student of the Week, unter seinen Schulfreunden stehen die Themen Selbstbefriedigung, Sperma etc. weiterhin im Fokus des Interesses, und der betrübte Vater rät ihm im Bad in knappen Worten, nicht den Deostick für Damen („for girls“) weiter zu benutzen. Als Dusty sich ein zweites Mal selbst befriedigt, fliegt ein Vogel gegen die Fensterscheibe und stirbt. Dusty betrachtet den erneuten Leichenfund fassungslos. In der Schule wird er nach wie vor vom Rowdy angepöbelt und bedroht. Als er sich in einer Toilettenkabine einschließt, sucht sein Freund Joe das Gespräch mit ihm. Er spricht ihm sein Beileid für den Tod der Mutter aus und erzählt erneut von seiner eigenen Mutter, die ihm auf den Weg mitgegeben habe, dass jeder Mensch eine Superkraft besitze. Kurzerhand sucht Dusty den Rowdy auf dem Schulflur auf und fängt vor allen Mitschülern an, entschlossen in dessen Richtung zu onanieren. 
Dusty sitzt beschämt neben seinem Vater im Auto. Der Vater hat Mühe, die richtigen Worte zu finden und bittet ihn, so etwas nicht noch einmal zu tun, jedenfalls in der Öffentlichkeit. Er hat dem Sohn einen neuen Deostick mitgebracht, einen „for guys“ („für Männer“). Dusty fragt den Vater zu dessen Verwundern, ob Deodorant Körperhaare wachsen lasse. Der Vater klärt ihn in trockenen Worten über die richtige Funktion von Deodorant auf. Sie fahren heim.

## Produktion
Regisseur, Drehbuchautor, Cutter und Mitproduzent Kazman erklärte zur Entstehung des Stoffs, dass Killer zum Glück nicht auf persönlichen Erfahrungen beruhe. Er habe einen Film darüber machen wollen, wie bittersüß es sein könne, wenn sich beim Älterwerden einige all der Theorien über Sex und das Leben an sich, die man von Freunden und Älteren in der Jugend gehört hat, als falsch erweisen. Dies sei wohl ein wesentlicher Teil des Erwachsenwerdens.
Killer wurde von Bows & Arrows produziert, einer kleinen Film-, Video- und TV-Produktionsfirma mit Sitz in Brooklyn.
Der Film hatte seine Premiere am 26. Januar 2016 in den USA und konnte dank Wettbewerbsteilnahmen in Sundance und beim Seattle International Film Festival u. a. einiges an Aufmerksamkeit erregen.
Kazman hat den Film 2017 auf dem Videoportal Vimeo für die Allgemeinheit zugänglich gemacht. Killer hat seitdem 605.000 Aufrufe erzielt. (Stand Oktober 2020)

## Auszeichnungen und Nominierungen (Auswahl)
- 2016: Auszeichnung mit dem Ashland Independent Film Award als Best Short Film, Ashland Independent Film Festival
- 2016: Auszeichnung mit dem Audience Award und dem Grand Jury Prize in der Kategorie Narrative Short, Independent Film Festival of Boston
- 2016: Nominierung für den Bruce Corwin Award in der Kategorie Best Live Action Short Film, Santa Barbara International Film Festival
- 2016: Auszeichnung mit dem Jury Prize in der Kategorie Shorts Narrative Competition, Sarasota Film Festival
- 2016: Auszeichnung mit dem Short Film Award in der Kategorie Live Action, Seattle International Film Festival
- 2016: Nominierung für den Short Film Grand Jury Prize, Sundance Film Festival